# Diecezja Luz

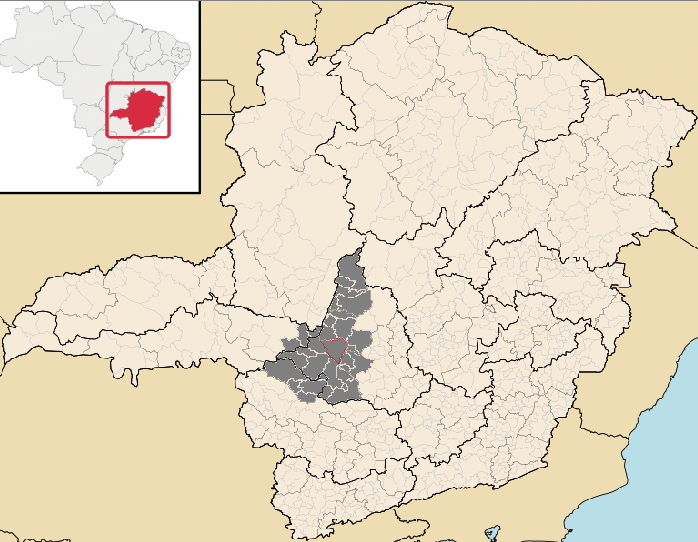
Diecezja Luz.

Regional CNBB Leste 2.

Diecezja Luz (łac. Dioecesis Luceatinus) – diecezja Kościoła rzymskokatolickiego w Brazylii. Należy do metropolii Belo Horizonte, wchodzi w skład regionu kościelnego Leste II. Została erygowana przez papieża Benedykta XV bullą Romanis Pontificibus w dniu 18 lipca 1918 jako diecezja Aterrado. W 1960 zmieniono jej nazwę na obecną.